# Guerre de Vendée et Chouannerie de 1832
Guerre de Vendée et Chouannerie
Batailles
- Chanay
- Toucheneau
- Maisdon
- Le Chêne
- La Penissière
- Riaillé
- Saint-Aubin-des-Ormeaux

L’insurrection royaliste dans l’Ouest de la France en 1832 aussi appelée la cinquième guerre de Vendée et la cinquième chouannerie est un soulèvement légitimiste lancé par la duchesse de Berry pour renverser la monarchie de Juillet. L'insurrection touche la Bretagne, le Maine, l'Anjou et le Poitou et plus particulièrement le sud et l'est de la Loire-Inférieure, ainsi que certaines zones du sud-est de l'Ille-et-Vilaine et du nord de la Vendée. Elle échoue rapidement en raison d'une mobilisation locale assez faible.

## Prélude et déroulement

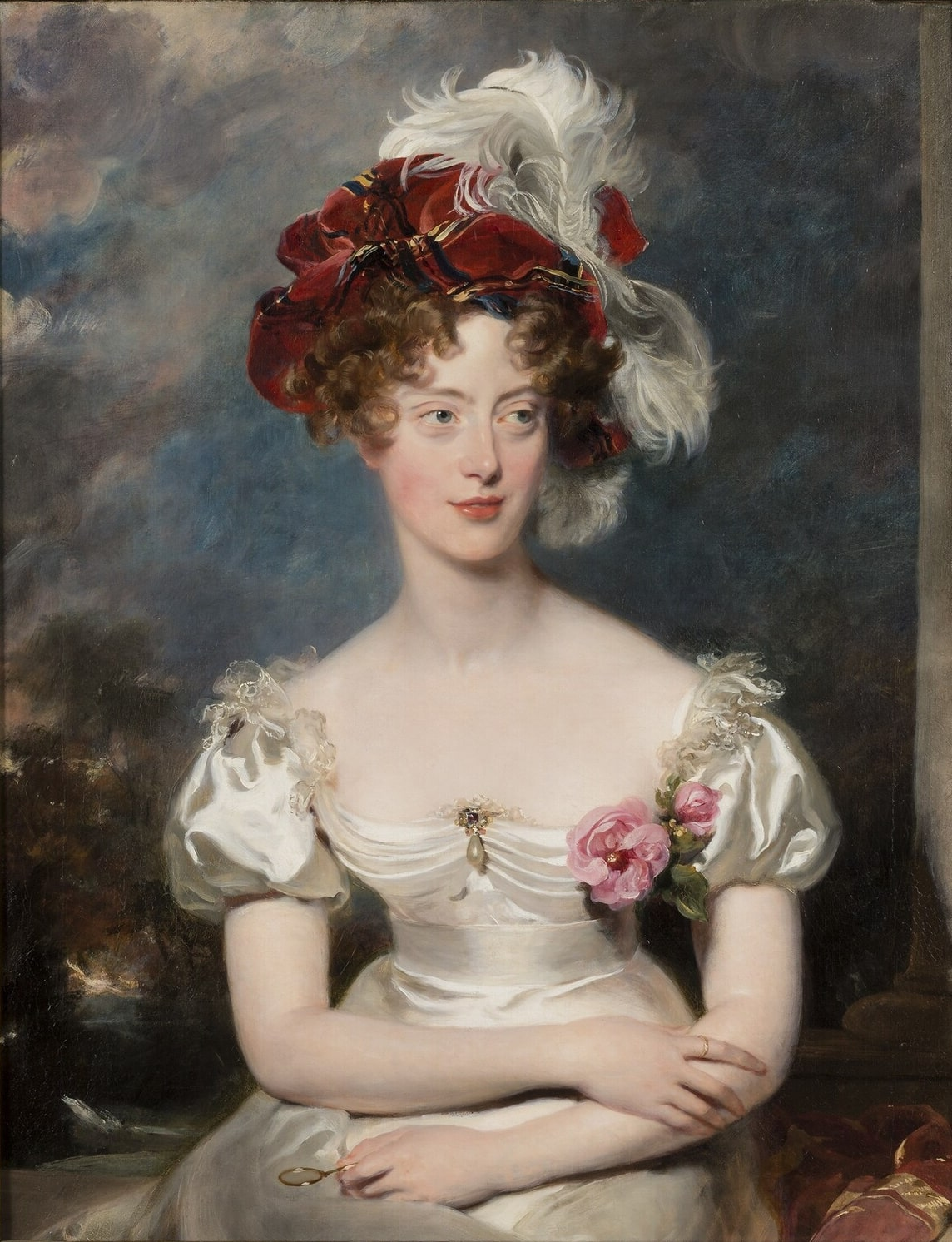
La duchesse de Berry, huile sur toile de Thomas Lawrence, 1825.

Après avoir dû abdiquer en août 1830, Charles X a trouvé asile en Écosse, au palais de Holyrood. Le vieux roi semble subordonner les effets de son abdication à l’organisation hypothétique d’une régence pendant la minorité de son petit-fils, le jeune duc de Bordeaux (que les légitimistes appellent « Henri V »). Le Roi a renoncé a ses fonctions royales, mais pas à sa qualité de chef de famille.
La mère du duc de Bordeaux, la duchesse de Berry, considère, pour sa part, que la régence lui revient de droit. Conseillée par ses amis, tels le maréchal de Bourmont, Amédée de Pérusse, duc des Cars, elle estime qu’il n’y a rien à attendre de la diplomatie et qu’une restauration ne peut venir que d’un soulèvement des provinces restées attachées à la monarchie légitime. Malgré les réticences de Charles X et les manœuvres de son représentant, le duc de Blacas, elle organise, à partir de 1831, une expédition en Provence et en Vendée.
En juin 1831, elle quitte l’Angleterre, suivie de près par les agents secrets de Louis-Philippe, traverse les Pays-Bas, remonte le Rhin jusqu'au Tyrol et arrive à Gênes, où elle reçoit, mais à titre privé seulement, le soutien du Roi de Sardaigne, Charles Albert.
Dans une péninsule italienne placée sous l'influence autrichienne, favorable, mais soumise aussi aux pressions du gouvernement de Louis-Philippe, elle fait quelques séjours à Rome et à Naples, chez son frère le Roi Ferdinand II des Deux Siciles, également neveu de la reine Marie-Amélie.
À partir du mois d'août 1831, elle  trouve finalement asile au palais ducal de Massa, et soutien auprès du duc François IV de Modène, le seul souverain dans la région à refuser de reconnaître la monarchie de juillet. L'hiver 1831-1832 se passe à organiser le soulèvement.
Dans les premières semaines de 1832, est mis en place un Comité de La Haye, chargé de négocier son soutien avec le roi Guillaume 1er des Pays-Bas, opposé à la politique belge de Louis-Philippe.
Ce comité est composé notamment du financier Gabriel Julien Ouvrard, du gendre de celui-ci, le général de Rochechouart, d'Auguste de La Rochejacquelein et de la comtesse du Cayla.

### Première tentative en Provence
Le 24 avril 1832, dans le port de Viareggio, la duchesse de Berry s’embarque avec Bourmont, l'un de ses fils et un groupe de partisans, tels le duc d'Almazan, Florian de Kergorlay, Louis de Kergorlay, sur un petit bateau à vapeur battant pavillon sarde, le Carlo Alberto, puis débarque dans une calanque proche de Marseille dans la nuit du 28 au 29 avril.
Une opération a été préparée pour prendre le contrôle de Marseille, mais elle échoue, faute de rallier suffisamment de partisans.
Plutôt que de rembarquer, la duchesse décide de gagner directement la Vendée, où elle parvient le 16 mai.

### Seconde tentative dans l'Ouest

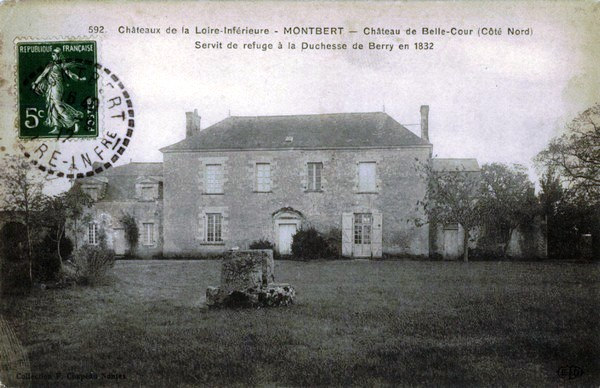
Le manoir de Bellecour.

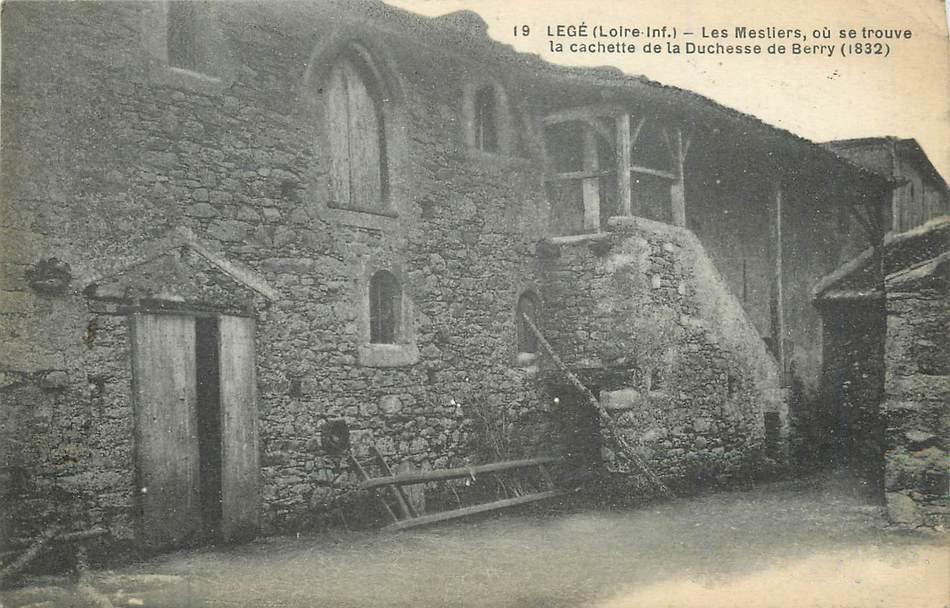
La ferme des Mesliers.

La duchesse du Berry se rendit à Nantes durant l’insurrection royaliste de 1832. Partie du chateau de la Preuille à Saint-Hilaire-de-Loulay, elle fait halte au château du Mortier (aujourd’hui disparu), puis traverse la rivière et séjourne une nuit au hameau d’Écomard (Remouillé). Elle retrouve des légitimistes au hameau de la Fételière appartenant à Benjamin de Goyon. Ensuite elle rallie Montbert et passe les nuits des 18, 19, 20 et 21 mai 1832 au manoir de Bellecour. Entre le 21 et le 26 mai, c'est à la vieille ferme des Mesliers, commune de Legé, qu'elle est cachée par Alexandre de La Roche Saint-André.
Les premiers rassemblements ont lieu dans le bocage à partir du 23 mai.
En avril 1832, le gouvernement a envoyé le général Dermoncourt dans la Haute-Bretagne avec l’intention de mettre fin aux agitations qu’il avait laissées grandir jusqu’alors. À peine arrivé à Nantes, le général a eu vent qu’on était en train d’ourdir une grande conspiration et qu’elle ne tarderait pas à éclater ; il a appris qu’un chef est attendu, et que ce chef ne peut être que la duchesse de Berry. Il a pris en conséquence ses dispositions militaires et le gouvernement est parfaitement informé de la situation. Louis-Philippe n’est nullement inquiet : « Il n’y a pas d’homme sensé, écrit-il au maréchal Soult le 30 mai, qui ne sache que la France repoussera toujours ce qui lui viendrait de la Vendée et des Chouans, que leurs insurrections doivent nécessairement finir par leurs défaites, et par fortifier le gouvernement qu’ils attaquent. »

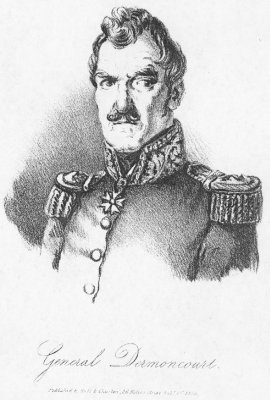
Le général Dermoncourt

Du côté des légitimistes, l’unanimité fait défaut, puisque de douze divisions dont on veut composer l’armée royale, sept se prononcent contre le soulèvement, soit parce qu’on manquait de fusils et de munitions, soit parce que les événements du Midi n’étaient point de nature à encourager, soit enfin, comme l’écrivait, le 17, M. de Coislin à la duchesse, qu’une prise d’armes sans le concours de l’étranger parût devoir amener l’entière destruction du parti royaliste en France.
La duchesse de Berry persiste et ordonne à tous d’être prêts pour le 24. Le commandement en chef est déféré à Bourmont. Mais celui-ci pense comme M. de Coislin, et les royalistes de Paris, qui partagent l’opinion de Coislin et de Bourmont, ont envoyé Berryer à la duchesse, afin de l’éclairer sur sa position ; de là l’indécision des ordres et des mouvements. La duchesse, malgré sa promesse à Berryer, se décide à agir, et la prise d’armes est fixée par elle, d’accord avec Bourmont, à la nuit du 3 au 4 juin.

### Déroulement de l'insurrection

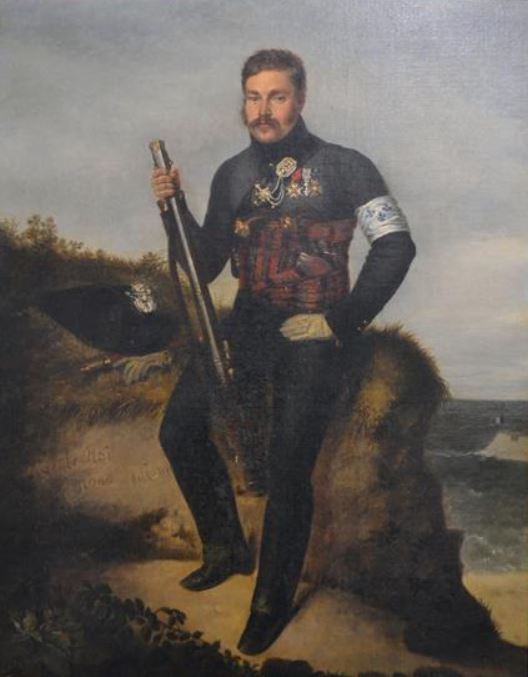
Officier royaliste, huile sur toile anonyme, XIXe siècle.

Le soulèvement est initialement décidé pour le 24 mai, avant d'être reporté à la nuit du 3 au 4 juin. Cependant le contre-ordre, signé par Bourmont, ne parvient pas aux divisions du nord de la Loire.
Les premiers combats éclatent alors en Bretagne et dans le Maine. En Mayenne, le 26 mai, une troupe de chouans menée par le général Antoine Clouet est attaquée et mise en fuite au château de Chanay, à Grez-en-Bouère. En Ille-et-Vilaine, le 30 mai, 800 chouans commandés par Courson de La Villevallio et Carfort sont mis en déroute sur les landes de Toucheneau, près de Vitré, où ils laissent une quarantaine de morts,.
Désormais averti, le gouvernement envoie des troupes, mène des perquisitions et fait fouiller les châteaux. Le 27 mai, Jacques-Joseph de Cathelineau, chef du 1er corps d'Anjou, est surpris et abattu au manoir de la Chaperonnière, entre Jallais et Beaupréau. Le 30 mai, trois colonnes menées par le général Dermoncourt envahissent le château de la Charlière, à La Chapelle-sur-Erdre, et trouvent dans trois bouteilles cachées dans le parc les papiers du soulèvement, l'ordre de la prise d'armes, les plans et les mouvements projetés. Le 3 juin, la Loire-Inférieure, la Vendée, le Maine-et-Loire et les Deux-Sèvres sont mis en état de siège.
Malgré la démission de plusieurs officiers et les supplications de Berryer, qui estime qu'un soulèvement serait sans espoir de succès et ferait « inutilement couler le sang français », la duchesse de Berry demeure inflexible et refuse de quitter la France. Elle fuit la ferme des Mesliers, près de Legé, et se porte à la ferme de la Brosse, à Montbert. Dans la nuit du 3 au 4 juin, l'insurrection éclate au son du tocsin.

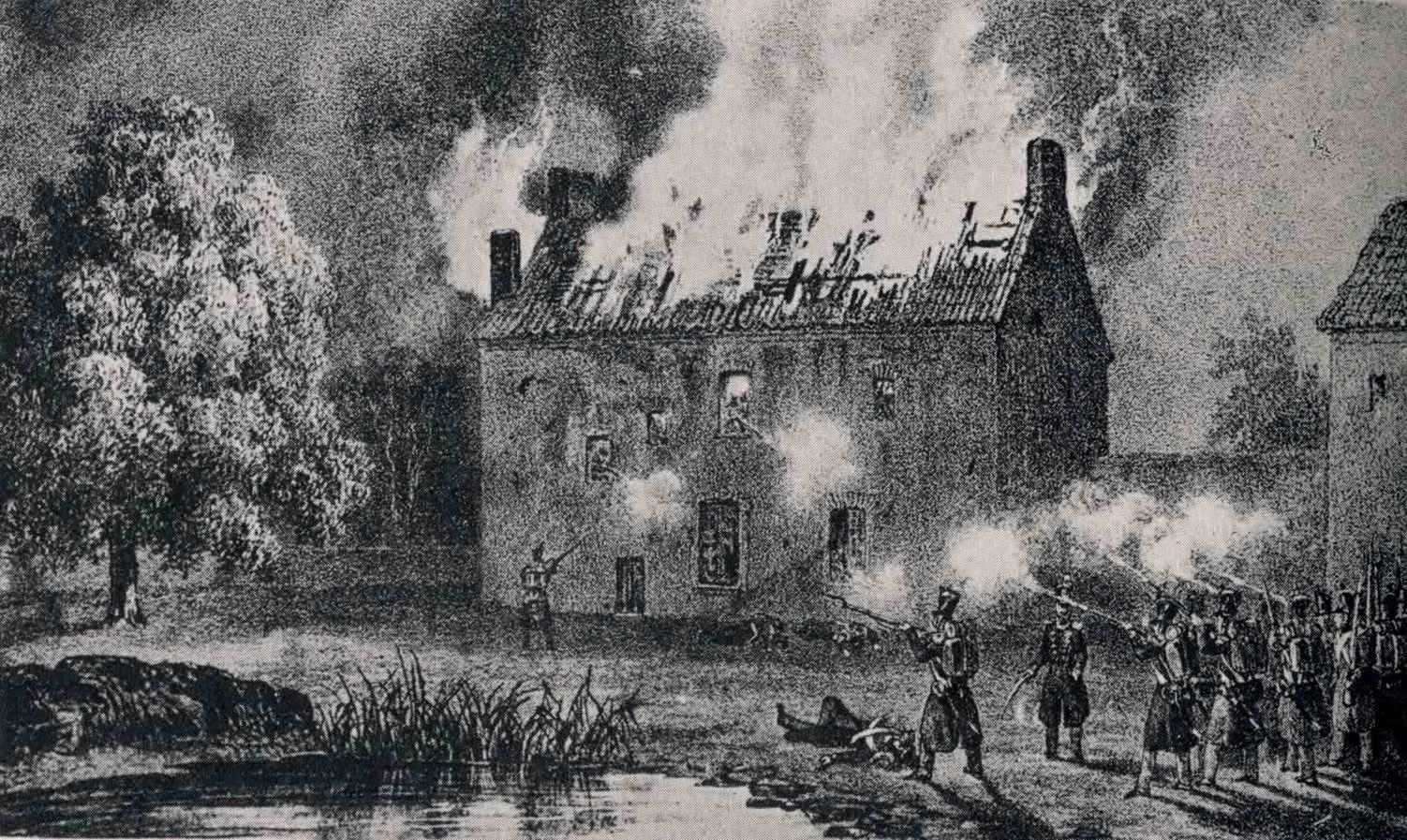
Le combat de la Penissière.

En Loire-Inférieure, environ 350 paysans des environs de Vallet et du Loroux se rassemblent à Maisdon-sur-Sèvre sous les ordres de François-Xavier Le Chauff de la Blanchetière, mais ils sont attaqués et mis en déroute le 5 juin par la garnison de Clisson. Charette rassemble quant à lui plusieurs centaines d'hommes du Pays de Retz, mais il apprend la déroute des forces rassemblées à Maisdon, avec lesquelles il devait faire sa jonction, et est à son tour attaqué et battu le 6 juin au village du Chêne, à Vieillevigne. Après avoir ainsi perdu près d'une quarantaine d'hommes, Charette licencie ses troupes. Le même jour, une petite bande d'une cinquantaine de Vendéens se retrouve assiégée au manoir de la Penissière, à La Bernardière, entre Clisson et Montaigu. Les insurgés résistent toute une journée avant de parvenir à s'enfuir pendant la nuit.

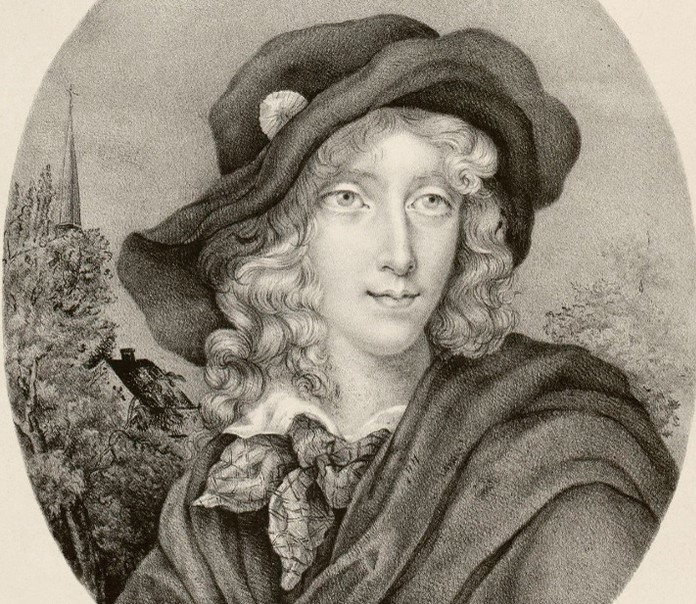
Marie-Caroline de Bourbon-Siciles, duchesse de Berry, déguisée en costume de Petit-Pierre, jeune paysan vendéen (1832), lithographie du XIXe siècle.

Sur le territoire de la Loire-Inférieure situé au nord du fleuve, l'insurrection se limite surtout aux pays de Carquefou, Couffé et Sucé-sur-Erdre. Une colonne de 700 insurgés commandée par La Serrie se rend maître de Varades, tandis qu'une autre forte de 800 hommes dirigée par La Roche-Macé et Landemont entre dans Riaillé, où elle remporte une petite victoire le 6 juin contre un détachement orléaniste venu l'attaquer. Cependant ces petits succès attirent l'attention du général Dermoncourt qui concentre une grande partie de ses forces dans la région. Les chefs légitimistes renoncent alors à poursuivre une lutte sans espoir et leurs troupes se dispersent pour regagner leurs foyers.
Le département de la Vendée demeure pratiquement impassible, l'insurrection ne touchant que quelques paroisses des bords de la Sèvre, entre Clisson et Mortagne-sur-Sèvre. Jean-Félix Clabat du Chillou y rassemble une petite troupe de 220 hommes et se porte sur Saint-Aubin-des-Ormeaux où il repousse le 7 juin l'attaque d'une colonne sortie de Cholet. Ce succès est également sans lendemain. Bientôt informé de l'échec du soulèvement, du Chillou fait disperser ses troupes.
Le Maine-et-Loire ne bouge pas davantage. Dans les Mauges, les insurgés des environs de Chemillé se débandent après une escarmouche le 4 juin au Pin-en-Mauges. À Candé, près du village de la Gachetière, le maréchal Louis de Bourmont livre un combat le 9 juin avec seulement 36 combattants. Il s'agit de l'unique affrontement sur le territoire de l'Anjou au nord de la Loire.
L'insurrection est alors terminée. La duchesse de Berry parcourt clandestinement les campagnes dans les environs de Rocheservière et Legé avec un petit groupe de fidèles, parmi lesquels figurent Hyacinthe Hervouët de La Robrie, Charette, Eulalie de Kersabiec, François Simailleau et Pierre Sorin. Finalement le 9 juin, accompagnée seulement par Eulalie de Kersabiec et toutes deux vêtues d'habits de paysannes, la duchesse de Berry entre discrètement dans la ville de Nantes.

### Arrestation de la duchesse de Berry

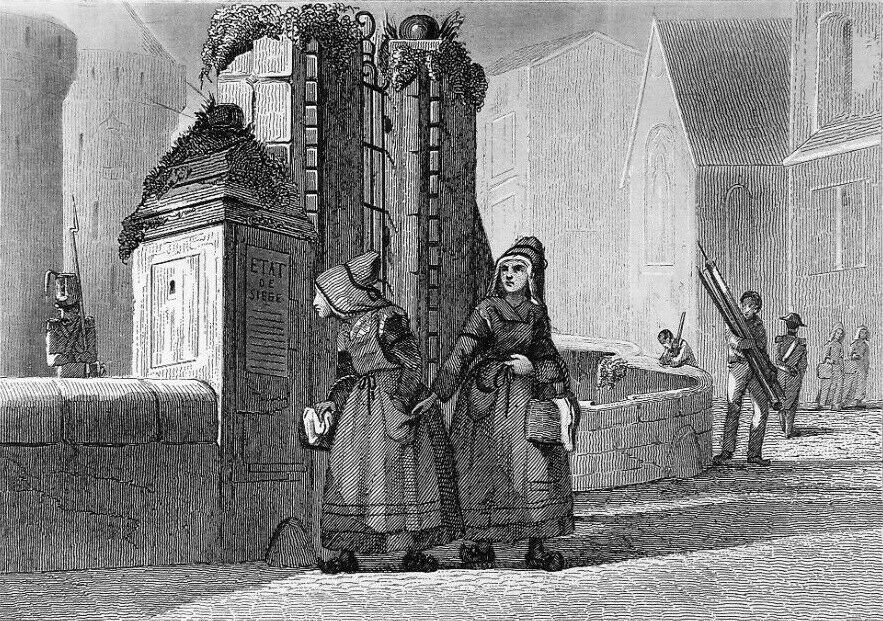
Entrée de la duchesse de Berry à Nantes en 1832, gravure anonyme du XIXe siècle.

Les troupes royales ignorent que, le 9 juin, la duchesse de Berry est entrée dans Nantes, mis en état de siège le 15, sous un déguisement de paysanne et y  a trouvé un asile secret dans une maison d’où elle entretient une correspondance avec les cours européennes. Lorsque cette correspondance est éventée, le roi et le gouvernement – accusés soit d’incompétence, soit de complicité – sont fort embarrassés.
La situation change lorsque Thiers remplace Montalivet au ministère de l’Intérieur, le 11 octobre 1832. Le nouveau ministre souhaite un succès rapide qui assure sa popularité, si possible avant l’ouverture de la session parlementaire le 19 novembre.
Thiers reprend contact avec un fils de rabbin converti au catholicisme et introduit dans les entours de la duchesse de Berry, Simon Deutz, qui avait déjà fait des ouvertures à Montalivet. Thiers l’envoie à Nantes, accompagné d’un officier de police nommé Joly, et précédé d’un nouveau préfet, Maurice Duval. Pour justifier sa conduite, Deutz évoquera le patriotisme, la duchesse étant en relation avec Guillaume Ier des Pays-Bas qu’elle encourage à attaquer l’armée française en Belgique afin de créer une situation de trouble plus favorable à une insurrection en Vendée.

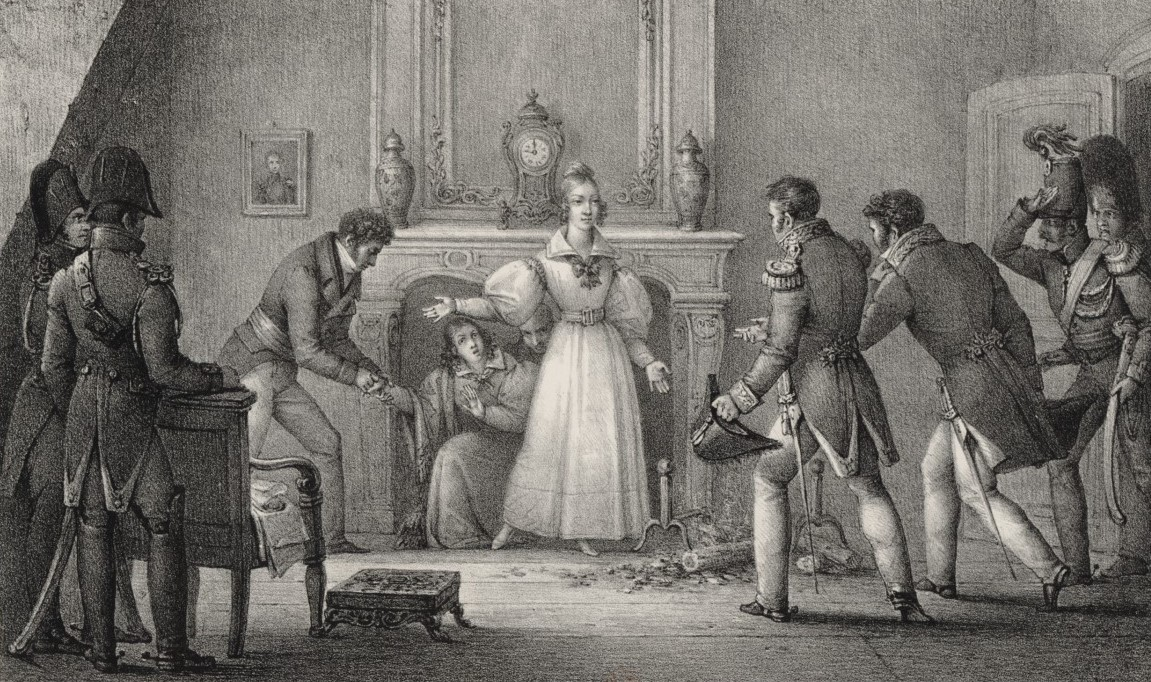
Arrestation de la Duchesse de Berry à Nantes le 7 novembre 1832, lithographie de Jean Henry Marlet, XIXe siècle.

Deutz voit la duchesse une première fois, le 31 octobre, et la seconde et dernière fois le 6 novembre, sous le prétexte de communications graves que, dans l’émotion qu’il avait éprouvé lors de l’entretien du 31, il avait entièrement oublié de lui faire.
Le 6, en quittant la duchesse, et contre une forte somme d’argent, il livre l’adresse au préfet. Aussitôt, la maison est investie par la police, fouillée et, après seize heures de recherches, la duchesse sort de sa cachette, où il lui est impossible de rester plus longtemps, et demande le général Dermoncourt. En le voyant, elle court à lui :
— Général, lui dit-elle, je me rends à vous, et me remets à votre loyauté.
— Madame, répond le général, Votre Altesse est sous la sauvegarde de l’honneur français.
La duchesse de Berry est faite prisonnière le 7 novembre 1832 à Nantes. Le surlendemain, tandis que le général se rend au château de la Chaslière pour s’emparer de Bourmont, qu’on dit s’y trouver, elle est embarquée pour la forteresse de Blaye où elle est incarcérée.

### Conséquences
Avec l’arrestation de la duchesse de Berry, Thiers a atteint son but : sa réputation est faite. Officiellement, le roi et le gouvernement se réjouissent. Mais la prisonnière est encombrante ; comme le déclare Louis-Philippe à Guizot : « Les princes sont aussi incommodes en prison qu’en liberté : [...] leur captivité entretient chez leurs partisans plus de passions que n’en soulèverait leur présence. » Par ailleurs, la duchesse de Berry est une nièce de la reine Marie-Amélie.
Le roi aimerait faire expulser la duchesse de France en invoquant la récente loi du 10 avril 1832 condamnant au bannissement perpétuel tous les membres de la famille de Charles X. Mais la duchesse est prévenue de complot et de rébellion armée, et il semble difficile de la faire échapper à la justice. En même temps, en cas de procès, toutes les issues possibles apparaissent également mauvaises : « l’acquittement ferait du roi un usurpateur, la condamnation, un bourreau, et la grâce, un lâche ! »
Pour éviter d’avoir à trancher à chaud, le gouvernement fait interner la princesse dans la citadelle de Blaye, sur l’estuaire de la Gironde, sous la garde du général Bugeaud.
En janvier 1833, le bruit court que la duchesse de Berry est enceinte. Le 29 février, Le Moniteur publie une déclaration de la princesse, datée du 22, dans laquelle elle affirme s’être mariée secrètement pendant son séjour en Italie. Les légitimistes – d’ailleurs épaulés par quelques républicains comme Armand Carrel – ont beau fustiger l’inélégance du procédé du gouvernement, le mal est fait : la princesse passe désormais, selon le mot du comte Apponyi, pour une « aventurière de bonne maison », et l’épisode ne manque pas de jeter le doute sur la légitimité de l’« enfant du miracle », le duc de Bordeaux lui-même.
Le 10 mai 1833, la duchesse de Berry donne naissance à une fille, qu’elle déclare née de son époux secret, le comte Lucchesi-Palli, second fils du prince de Campo-Franco, vice-roi de Sicile, que toute la France ne tarde pas à appeler ironiquement « saint Joseph ».
Le 8 juin, la princesse, complètement déconsidérée, est embarquée sur l’Agathe et transportée à Palerme. L’opposition multiplie les demandes d’explications et les interpellations, auxquelles le garde des sceaux, Félix Barthe, répond le 10 juin en invoquant « des circonstances rares, extrêmement rares sans doute, où un gouvernement doit, sous sa responsabilité, [...] prendre sur lui de mettre les intérêts du pays au-dessus de l’exécution des lois. »

### Littérature
- Jean de La Varende, Man' d'Arc, Paris, Grasset, 1939. Roman dont l’action se situe au cœur des événements du 4 au 9 juin 1832.
- Alexandre Dumas, Les Louves de Machecoul 1858. Écrit en collaboration avec Gaspard de Cherville. Roman peu connu, l'action se situe entre 1831 et 1832 et met en scène, en arrière-plan d'une histoire d'amours contrariées et ses personnages fictifs, la duchesse de Berry et le général Dermoncourt.